# Sixteen Tons
Sixteen Tons – popularna amerykańska piosenka country.
Piosenkę napisał w 1946 roku amerykański muzyk country Merle Travis. Oryginalną wersję utworu nagrał w 1946 roku, którą wydano rok później. Międzynarodową popularność piosenka zdobyła pod koniec 1955 roku, gdy wydana została wersja Tennesse Erniego Forda, która trafiła na stronę B singla „You Don’t Have to Be a Baby to Cry”. Wydawnictwo osiągnęło 1. miejsce na liście przebojów country (10 tygodni), a także w głównym amerykańskim zestawieniu przebojów pop (8 tygodni) czasopisma „Billboard”. Sukces utworu uczynił z piosenkarza gwiazdę. Dzięki przebojowi „Sixteen Tons” album Forda rozszedł się w rekordowym nakładzie dwóch milionów egzemplarzy w ciągu niespełna dwóch miesięcy. Tytuł Sixteen Tons noszą również albumy Erniego Forda wydane w 1960 roku oraz wydana w 2007 roku składanka największych przebojów artysty.
W późniejszym okresie piosenkę wielokrotnie wykonywali, z powodzeniem, inni artyści, m.in. Frankie Laine (1956), Tom Jones (1967), Collective Consciousness Society (1972), Johnny Cash (1995), Stan Ridgway (1999) oraz zespoły The Golden Gate Quartet (2001) oraz Eels (2005). Utwór, tym razem w interpretacji Erica Burdona, pojawił się na ścieżce dźwiękowej do filmu Joe kontra wulkan z Tomem Hanksem i Meg Ryan w rolach głównych. Fragmenty utworu wykorzystane zostały w serialach South Park (odcinek Stupid Spoiled Whore Video Playset) i Simpsonowie (odcinek Bart Gets an Elephant) oraz w kampanii prezydenckiej demokraty Dennisa Kucinicha. Piosence swoją nazwę zawdzięcza również moskiewski klub 16 ton.

## Tekst
W wersji oryginalnej, anglojęzycznej wersji piosenki, autor położył większy nacisk na uwypuklenie wyzysku jakiemu poddawani byli górnicy pracujący w amerykańskich kopalniach w pierwszej połowie XX wieku. Autor piosenki, Merle Travis, dobrze znał ciężki żywot tej grupy zawodowej – jego ojciec, stanowiący pierwowzór mężczyzny z piosenki, przez lata pracował w tym zawodzie. Według słów piosenkarza, to właśnie on jako pierwszy użył wykorzystanych w refrenie zwrotów Another day older and deeper in debt (tłum. Tym więcej mam długów, im więcej mam lat) i I owe my soul to the company store (tłum. Bo duszę swoją oddałem za dług).

## Polska wersja
W Polsce błędnie zaliczana do klasyki pieśni szantowych.
W Polsce piosenka wykonywana jest przeważnie przez wykonawców wywodzących się z kręgów muzyki szantowej (m.in. zespoły Zejman & Garkumpel, Ryczące Dwudziestki, Przejazdem, Pearl Harbor) bądź folkowej (najpopularniejsza polska wersja w wykonaniu Orkiestry Dni Naszych), stąd też prawdopodobnie bierze się, błędne, przekonanie o jej „morskim” rodowodzie.

### Tekst
Podmiotem polskiej wersji utworu (nieco odbiegającej od oryginału) jest górnik skarżący się na swój ciężki los: chcąc zarobić na chleb codziennie musi on, pracując w kopalni, przerzucić tytułowych szesnaście ton węgla. Mimo nadludzkiego wysiłku jaki wkłada w pracę wciąż nie ma on środków do życia, w związku z czym popada w coraz większe długi. Stwierdza nawet, zwracając się do Świętego Piotra, iż oddał pod zastaw swoją duszę, w związku z czym nie może umrzeć – jego przeznaczeniem jest codzienna praca. Rozgoryczony mężczyzna wspomina pochmurny dzień w którym przyszedł na świat – chmury miały być zapowiedzią ciężkiego życia, jakie go czeka. W ostatniej zwrotce zwraca się do słuchacza grożąc mu, by ten, jeśli go kiedyś spotka, zszedł mu z drogi, nie przeszkadzając w wykonywaniu codziennej powinności.